# یونس امان
یونس امان (عربی: يونس أمان) بازیکن سابق و مربی فوتبال اهل عمان است.
وی همچنین در تیم ملی فوتبال عمان بازی کرده‌است.